# Maśniaki
Maśniaki – zespół powstały w 1967 r. przy Zarządzie Głównym Związku Podhalan jako „Ludowy Teatr Ziemi Podhalańskiej”, później działający jako Zespół Pieśni i Tańca „Maśniaki”.
Zespół zyskał miano „Reprezentacyjnego Zespołu Miasta Zakopane”. Podczas „Festiwalu Folkloru Ziem Górskich” w Zakopanem w 1969 r. przedstawił program pt. „Prządki”, za który otrzymał pierwszą nagrodę „Złotą Ciupagę”. Konsekwencją występu zespołu było ustanowienie przez jury festiwalu nowego regulaminu, w którym zespoły podzielone są na trzy kategorie: autentyczną, artystycznie opracowaną oraz stylizowaną. Regulamin ten obowiązuje do dziś.
W 1975 r. zespół brał udział w „Międzynarodowym Festiwalu Krajów Naddunajskich” w Kalocsa na Węgrzech, gdzie zdobył tytuł Konkursowego Laureata oraz dwie główne nagrody za pielęgnowanie rodzimej kultury i bardzo wysoki poziom artystyczny. Uczestniczył w programach telewizyjnych, festiwalach i konkursach w kraju i zagranicą, zdobywając m.in. I nagrody na Festiwalu Górali Polskich w Żywcu, 3 złote i 4 srebrne ciupagi na Międzynarodowym Festiwalu Folkloru Ziem Górskich w Zakopanem. W 1978 r. zespół nagrał dwupłytowy album „Bacówka” i „Wesele Góralskie”.
Po wyjeździe kierownika artystycznego oraz organizacyjnego Mariana Styrczuli-Maśniaka do USA zespół zawiesił działalność.

## Nagrody

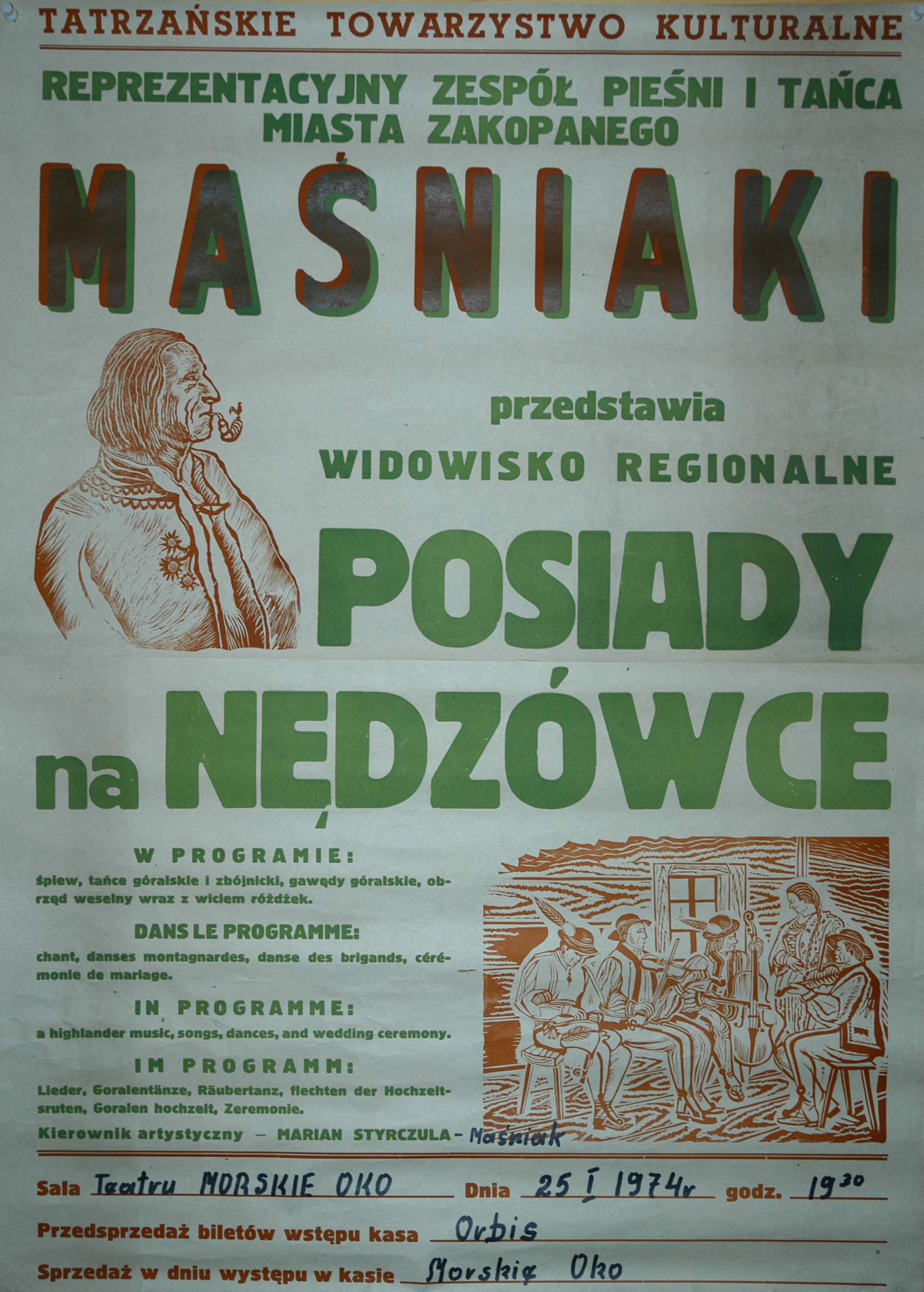
Afisz - występ w teatrze "Morskie Oko"

- 1969:	I nagroda na Festiwalu Górali Polskich w Żywcu
- 1969: I nagroda na MFFZG w Zakopanem
- 1971:	I nagroda na Festiwalu Górali Polskich w Żywcu
- 1971: Puchar GKKFiT oraz ciupaga dziennikarzy dla zespołu na MFFZG w Zakopanem
- 1973:	I nagroda na Festiwalu Górali Polskich w Żywcu
- 1973: II nagroda na Międzynarodowym Festiwalu Folkloru Ziem Górskich w Zakopanem
- 1974:	I nagroda na Festiwalu Górali Polskich w Żywcu
- 1974:	I nagroda na MFFZG w Zakopanem
- 1974:	I nagroda na Festiwalu „Obrzędy i Zwyczaje w Polsce” Rzeszów
- 1975: I nagroda na Festiwalu Krajów Naddunajskich w Kalocsa Węgry
- 1975: I nagroda na Festiwalu w Niepołomicach
- 1977:	I nagroda na Festiwalu Górali Polskich w Żywcu
- 1977: I nagroda na Międzynarodowym Festiwalu Folkloru Ziem Górskich w Zakopanem
- 1978:	Główna nagroda dla najlepszego zespołu na Festiwalu Krajów Nordyckich w Belgii
- 1979:	II nagroda na MFFZG w Zakopanem
- 1980:	Wyróżnienie oraz nagroda na Festiwalu w RFN
- 1983:	II miejsce na MFFZG w Zakopanem

## Odznaczenia
- 1975: Złota Odznaka za zasługi dla Ziemi Krakowskiej
- 1977: Złota Odznaka za zasługi dla Ziemi Nowosądeckiej
- 1977: Złota Odznak za zasługi dla Miasta Zakopanego
- 1979: Medal „Za mądrość i dobrą robotę” przyznany przez redakcję „Gazety Krakowskiej”
- 2008: HONORIS GRATIA – za twórczy wkład w zakresie regionalnego stroju i muzyki. Rada naukowa ZP